# Хакон Грьотгардссон
Хакон Грьотгардссон (др.-сканд. Håkon Grjotgardsson; ок. 838 — ок. 900) — первый ярл Хладира, сподвижник и тесть первого великого конунга (короля) единой Норвегии Харальда Прекрасноволого.
Происходил из рода ярлов, правивших в Сёр-Трёнделаге. С 860-х годов являлся одним из главных соратников конунга Харальда Прекрасноволосого, который сделал Хакона ярлом в Стринде и во Фьордах. Хакон сделал своей резиденцией поместье Ладе (Ладе Гаард) (или Хладир). В «Саге о Харальде Прекрасноволосом» представлен как важнейший человек в Норвегии после самого Харальда.

## Биография
Информация о Хаконе сыне Грьотгарда присутствует в саге «Красивая кожа» и в «саге о Харальде Прекрасноволосом».
Хакон был сыном ярла Грьотгарда Херлаугссона, который, по «Книге о заселении Исландии» был убит неким берсерком. В историческом сочинении Тормода Торфея «Historia Rerum Norvegicarum» упоминаются предки Хакона — ярлы Херлауг Харальдссон и Харальд ярл Наумдаля. Предки Хакона Грьотгардссона правили землями в Сёр-Трёнделаге, имели резиденции Сельва (в Агденесе) и Эрланн (он же Ирьяр; др.-сканд. Yrjar). По «Саге о Харальде Прекрасноволосом» именно из Ирьяра Хакон прибыл с войсками на помощь конунгу. Сага свидетельствует о том, что примерно в 860-х годах, когда конунг Вестфольда Харальд Прекрасноволосый объединял под своей властью Норвегию, он вторгся в Трёндалаг, и Хакон Грьотгардссон помог Харальду завоевать регион, в том числе, владения Гаулардаль и Стринду. Харальд I поручил ярлу Хакону править в Стринде. Впоследствии Харальд с помощью войск Хакона захватил всё владение Тронхейм.
Некоторые исследователи считают, что рассказ о помощи Харальду со стороны Хакона был вписан в сагу позднее, чтобы показать зависимость ярла от конунга. Есть предположение, что Хакон был противником Харальда, наступавшего на его земли, и что он самостоятельно захватил Трёндалаг. Дальнейшие взаимоотношения с великим конунгом стали результатом вынужденного союза и уступок со стороны Харальда.
Позднее Харальд Прекрасноволосый поручил Хакону Грьотагрдссону правление во Фьордах. Между 860 и 870 годами, согласно саге, Харальд «устроил свою самую большую и главную усадьбу — Хладир», которая досталась (неизвестно, каким именно образом) Хакону Грьотгардссону. А Харальд взамен взял в жены Асу, дочь Хакона. После этого Ладе (Хладир) на востоке Тронхейма стал основной резиденцией Хакона и его наследников, и саги стали упоминать его как хладирского ярла. Сага свидетельствует о том, что Хакон правил всей областью Тронхейм в отсутствие там великого конунга.
В морской битве у Сольскеля погибли старшие сыновья Хакона: Грьотгард и Херлауг. Точная дата битвы неизвестна.
В конце IX века Хакон решил присоединить к своим владениям соседнюю область Согн, где правил ярл Атли Тощий, назначенный Харальдом. Когда конунг отправился дальше на восток, Хакон отправил гонца к Атли с требованием покинуть Согн и вернуться в Гаулар, где он раньше правил. Однако Атли Тощий отказался и заявил, что получил во владение Согн от конунга, и не оставит это владение, пока не встретится с Харальдом. Противники собрали дружины и вступили в борьбу. В битве у Фьялера в Ставанессваге ярл Хакон погиб, а Атли был смертельно ранен. Его люди отвезли его на остров Атлёй, где он умер. Это произошло приблизительно в 900 году (хотя разные источники датируют битву датами, лежащими в очень большом диапазоне — от 880 до 920 года).

## Дети
Ярл Хакон был женат, но имя его жены неизвестно. У него было не менее пяти детей:
- Грьотград, погиб вместе с братом в битве у Сольскеля
- Хёрлауг, погиб в битве у Сольскеля
- Сигурд (ок. 895—962), ярл Хладира
- Аса, жена Харальда Прекрасноволосого
- Унн, жена хэрсира Хрольва и мать Кольгрима, одного из исландских первопоселенцев[5]

«Сага о Хаконе Добром» упоминает еще одного сына Хакона по имени Грьотгард, который называется младшим братом Сигурда (этот Грьотгард вступил в заговор с целью убийства старшего брата). Неизвестно, имеется ли в виду второй сын с именем Грьотгард или автор саги путает кого-то из братьев. «Второй» Грьотгард был побежден и убит своим племянником, Хаконом Могучим.